# Quatuor Hoffmeister
Le Quatuor Hoffmeister no 20 en ré majeur K. 499 est un quatuor à cordes de Mozart. Terminé le 19 août 1786 à Vienne juste après la création des Noces de Figaro dans une période tout entière consacrée à la musique de chambre, il doit son surnom à Franz Anton Hoffmeister, ami du compositeur.
L'autographe se trouve au British Museum à Londres. Le quatuor a été publié à Vienne en 1786 par Franz Anton Hoffmeister.

## Analyse de l'œuvre
Le quatuor comprend quatre mouvements :
1. Allegretto, en ré majeur, à , 266 mesures
2. Menuetto (allegretto), en ré majeur, trio en fa majeur, à 
, 28 + 27 mesures
3. Adagio, en sol majeur, à 
, 383 mesures
4. Allegro, en ré majeur, à , 193 mesures

- Durée d'exécution : 25 minutes.

## Liens connexes
- Quatuor à cordes en mi bémol majeur dit Quatuor Hoffmeister no 2 de Jean-Baptiste Vanhal.